# Djoko Munandar
Djoko Munandar (15 tháng 3 năm 1948 – 5 tháng 12 năm 2008) là một chính trị gia người Indonesia, ông là thống đốc được bầu đầu tiên của Banten, đảm nhận chức vụ này từ năm 2002 đến năm 2005. Nhiệm kỳ của ông kết thúc sau một cuộc điều tra nhận hối lộ vào năm 2005 và ông bị kết án hai năm tù giam, nhưng sau đó ông được Tòa án Tối cao Indonesia tuyên vô tội trong lúc kháng cáo.

## Đầu đời
Munandar sinh ngày 15 tháng 3 năm 1947 tại Surakarta, hoặc ngày 15 tháng 3 năm 1948 tại Cirebon. Sau khi hoàn thành trung học năm 1966, Munandar đăng ký trở thành học viên trường sĩ quan tại Học viện Quân sự Indonesia ở Magelang, nhưng đơn của ông bị loại và ông ghi danh vào học viện kỹ thuật công trình công cộng (ATPU) ở Bandung một năm sau đó. Ông là thành viên của hội sinh viên trong lúc ở ATPU.

## Sự nghiệp
Sau khi tốt nghiệp, Munandar trở thành công chức trong ban kế hoạch của Bộ Công Chính, ban đầu là người giám sát. Ông làm việc trong giám sát dự án Đập Jatiluhur và sau đó quản lý một số dự án ở Karawang và Bekasi. Khi còn là công chức, ông đạt bằng cử nhân về kỹ thuật xây dựng dân dụng từ Học viện Công nghệ Bandung năm 1981. Đến năm 1987, ông được cấp học bổng để nghiên cứu lấy bằng thạc sĩ về quản lý nước tại Chennai, Ấn Độ. Ông chuyển đến Serang vào năm 1999 và bắt đầu tham gia chính trị, rồi được bầu làm phó thị trưởng Cilegon. Ông kết nạp vào Đảng Phát triển Thống nhất và được bổ nhiệm giữ chức chủ tịch đảng cấp tỉnh.
Trong cuộc bầu cử thống đốc đầu tiên của Banten vào ngày 3 tháng 12 năm 2001, Munandar tranh cử cùng với ứng cử viên liên danh Ratu Atut Chosiyah. Cả hai giành được 37 phiếu trong tổng số 65 phiếu bầu từ các đại biểu Hội đồng Đại diện Nhân dân Khu vực Banten. Họ nhậm chức vào ngày 11 tháng 1 năm 2002. Với tư cách thống đốc Munandar tuyên bố kế hoạch tái khởi động việc xây dựng cảng biển, cải tiến mạng lưới đường bộ của tỉnh và thu hút nhà đầu tư do Banten gần Jakarta.

## Điều tra và qua đời
Vào ngày 17 tháng 12 năm 2004, sau khi thẩm vấn, Munandar được xác định là nghi phạm trong vụ án tham nhũng số tiền 14 tỷ Rupiah (1,5 triệu USD) liên quan đến tài trợ ủng hộ các nhà lập pháp. Ông chính thức bị cách chức thống đốc vào ngày 10 tháng 10 năm 2005 vì liên quan đến cuộc điều tra. Công tố viên đề nghị mức án bốn năm tù giam đối với Munandar, và Tòa án quận Serang kết án ông hai năm tù vào ngày 22 tháng 12 năm 2005. Đơn kháng cáo của ông gửi đến Tòa án tối cao Banten bị bác bỏ và tòa phê chuẩn mức án vào ngày 12 tháng 6 năm 2006. Ông tiếp tục kháng cáo đến Tòa án Tối cao Indonesia, nơi chấp nhận kháng cáo của ông và phán quyết Munandar vô tội trước toàn bộ cáo buộc vào ngày 8 tháng 5 năm 2008, và Tòa án quận Serang chỉ nhận được thông báo chính thức vào tháng 2 năm 2009. Tuy nhiên, Munandar qua đời ngay sau quyết định này do biến chứng bệnh gan vào ngày 5 tháng 12 năm 2008 tại nhà riêng ở Serang. Thời điểm đó, ông không bị bắt nhưng cấm rời khỏi Serang. Ông được an táng ở Serang.